# Frea albomarmorata
Frea albomarmorata är en skalbaggsart som beskrevs av Stefan von Breuning 1935. Frea albomarmorata ingår i släktet Frea och familjen långhorningar.
Artens utbredningsområde är Malawi. Inga underarter finns listade i Catalogue of Life.